# The Last to Know
The Last to Know è una canzone della cantante canadese Cèline Dion, tratta dal suo primo album in lingua inglese, Unison. La canzone è stata pubblicata dalla Columbia Records nel marzo 1991 come quarto singolo promozionale in Canada e successivamente nel resto del mondo. La canzone è stata scritta da Brock Walsh e Phil Galdston e originariamente registrata da Sheena Easton per l'album No Sound But a Heart (1987). Della Easton, Céline registrò un'altra cover nel 1984, intitolata Ne me plaignez pas, un adattamento in francese del brano Please Don't Sympathise. La versione della Dion è stata prodotta da Christopher Neil.
Dopo la sua uscita, The Last to Know ha ricevuto recensioni positive da parte della critica musicale. La canzone raggiunse la top 20 in Canada e la top 30 nella classifica americana  Billboard Hot Adult Contemporary Tracks. Mentre nella classifica canadese Adult Contemporary raggiunse la posizione numero sette.

## Contenuti e pubblicazioni
The Last to Know è stata una delle tre cover registrate dalla Dion per il suo primo album in lingua inglese; la versione di Céline è stata arrangiata dal produttore discografico britannico Christopher Neil ed è uscita come quarto singolo in Canada l'11 marzo 1991 e come terzo singolo negli Stati Uniti nel giugno 1991, mentre nel resto del mondo fu pubblicata nel settembre 1991. Nel Regno Unito è stato il secondo singolo promozionale dopo Where Does My Heart Beat Now. Negli Stati Uniti The Last to Know è uscito su vinile e cd; entrambi includevano come seconda traccia Unison (Remix), questa versione fu pubblicata anche in Giappone solo su cd, mentre in altri paesi il disco includeva la versione originale di Unison.
Per la promozione del brano fu realizzato un videoclip musicale, diretto da Dominic Orlando.

## Recensioni da parte della critica
Il redattore di Entertainment Weekly, Jim Farber scrisse:"Tracce come If Love Is Out the Question e The Last to Know sono veicoli lussureggianti, pieni di aggettivi di routine che la voce distintiva della Dion eleva a un livello superiore."

## Successo commerciale
In Canada, The Last to Know entrò nella RPM 100 Hit Tracks il 16 marzo 1991 e raggiunse la posizione numero sedici il 25 maggio 1991. La canzone entrò anche nella RPM 40 Adult Contemporary il 23 marzo 1991 raggiungendo la settima posizione. The Last to Know debuttò anche nella Hot Adult Contemporary Tracks di Billboard il 13 luglio 1991 salendo alla numero ventidue un mese dopo.

## Interpretazioni dal vivo
Céline Dion eseguì il singolo The Last to Know al programma televisivo americano The Tonight Show nel marzo 1991 e anche durante la sua tournée Unison Tour.

## Formati e tracce
CD Singolo Promo (Australia) (Columbia: 657333 5)
1. The Last to Know – 4:34 (Brock Walsh, Phil Galdston)
2. Unison – 4:12 (Andy Goldmark, Bruce Roberts)

CD Singolo Promo (Canada) (Columbia: CDNK 558)
1. The Last to Know – 4:16 (Walsh, Galdston)

CD Maxi-Singolo (Europa) (Columbia: 657333 2)
1. The Last To Know – 4:18 (Walsh, Galdston)
2. Unison (Remix) – 4:12 (Goldmark, Roberts)
3. If We Could Start Over – 4:23 (Stan Meissner)

CD Mini-Singolo (Giappone) (Epic: ESDA 7073)
1. The Last To Know – 4:18 (Walsh, Galdston)
2. Unison (Remix) – 4:12 (Goldmark, Roberts)

CD Maxi-Singolo (Regno Unito) (Epic: 657333 2)
1. The Last To Know – 4:19 (Walsh, Galdston)
2. Unison – 4:12 (Goldmark, Roberts)
3. If We Could Start Over – 4:22 (Meissner)

CD Singolo Promo (Stati Uniti) (Epic: ESK 4141)
1. The Last to Know – 4:18 (Walsh, Galdston)

CD Singolo Promo (Stati Uniti) (Epic: ESK 73856)
1. The Last to Know – 4:18 (Walsh, Galdston)
2. Unison (Remix) – 4:03 (Goldmark, Roberts)

LP Singolo 7" (Europa) (Columbia: 657333 7)
1. The Last To Know – 4:12 (Walsh, Galdston)
2. Unison – 4:18 (Goldmark, Roberts)

LP Singolo 7" Limited Edition (Paesi Bassi) (Epic Records: 657333 7)
1. The Last To Know – 4:19 (Walsh, Galdston)
2. Unison – 4:12 (Goldmark, Roberts)

LP Singolo 7" (Regno Unito) (Epic Records: 657333 7)
1. The Last To Know – 4:19 (Walsh, Galdston)
2. Unison – 4:12 (Goldmark, Roberts)

LP Singolo 7" Limited Edition (Regno Unito) (Epic Records: 657333 0)
1. The Last To Know – 4:19 (Walsh, Galdston)
2. Unison – 4:12 (Goldmark, Roberts)

LP Singolo 7" (Stati Uniti) (Epic: 34-73856)
1. The Last To Know – 4:18 (Walsh, Galdston)
2. Unison (Remix) – 4:04 (Goldmark, Roberts)

MC Singolo (Canada) (Columbia: 38T 3161)
1. The Last To Know – 4:19 (Walsh, Galdston)
2. Unison – 4:12 (Goldmark, Roberts)

MC Singolo (Regno Unito) (Epic: 657333 4)
1. The Last To Know – 4:19 (Walsh, Galdston)
2. Unison – 4:12 (Goldmark, Roberts)

MC Singolo (Stati Uniti) (Epic: 34T 73856)
1. The Last To Know – 4:18 (Walsh, Galdston)
2. Unison (Remix) – 4:03 (Goldmark, Roberts)

## Classifiche

### Classifiche settimanali
| Classifica (1991)                                     | Posizione massima raggiunta |
| ----------------------------------------------------- | --------------------------- |
| Canada (RPM 100 Hit Tracks)                           | 16                          |
| Canada (RPM 40 Adult Contemporary)                    | 7                           |
| Canada (The Record's Retail Singles Chart)            | 17                          |
| Stati Uniti (Billboard Hot Adult Contemporary Tracks) | 22                          |

### Classiche di fine anno
| Classifica (1991)                                  | Posizione |
| -------------------------------------------------- | --------- |
| Canada (RPM 100 Adult Contemporary Tracks of 1991) | 56        |

## Crediti e personale
Registrazione
- Registrato ai West Studios di Londra

Personale
- Cori - Alan Carvell, Christopher Neil, Linda Taylor
- Basso - Steve Pigott
- Batteria - Steve Pigott
- Ingegnere del suono - Simon Hurrell
- Musica di - Phil Galdston, Brock Walsh
- Percussioni - Steve Pigott
- Produttore - Christopher Neil
- Tastiere - Steve Pigott
- Testi di - Phil Galdston, Brock Walsh

## Cronologia
| Paese       | Data | Formato                              |
| ----------- | ---- | ------------------------------------ |
| Canada      | 1991 | Musicassetta                         |
| Europa      | 1991 | CD Maxi • Vinile (7")                |
| Giappone    | 1990 | CD Mini                              |
| Paesi Bassi | 1991 | Vinile (7")                          |
| Regno Unito | 1991 | CD Maxi • Musicassetta • Vinile (7") |
| Stati Uniti | 1991 | Musicassetta • Vinile (7")           |